# Средин, Геннадий Васильевич
Геннадий Васильевич Средин (5 августа 1917, Казань — 19 августа 1991, Москва) — советский военный деятель, политработник. Начальник Военно-политической академии имени В. И. Ленина (1981—1987), генерал-полковник (4.11.1973). Депутат Верховного Совета СССР 7-8-го созывов. Депутат Верховного Совета УССР 9-10-го созывов. Кандидат в члены ЦК КП УССР в 1971—1976 годах. Профессор.

## Биография
Родился в Казани в семье Василия Дмитриевича (род. 9.2. 1882 по старому стилю) и Марии Ивановны (род. 1893) Срединых.
Учился в средней школе № 1 города Козьмодемьянска Марийской АССР, руководил работой пионерской и комсомольской организации школы.
В 1935—1940 г. — студент самолётостроительного факультета Казанского авиационного института, секретарь комитета ВЛКСМ института. Окончил четыре курса. В 1940—1941 г. — слушатель Высшей партийной школы при ЦК ВКП(б).
Член ВКП(б) с 1940 года.
В октябре 1941—1942 г. — инструктор Татарского областного комитета ВКП(б).
В Красной армии с мая 1942 года. В 1942 году окончил курсы комиссаров и политруков в городе Белебей. Участник Великой Отечественной войны. Служил полковым агитатором 600-го стрелкового полка 147-й стрелковой дивизии 2-й ударной армии Волховского фронта, агитатором политотдела 27-й армии.
С 1945 года — в политическом управлении Прикарпатского военного округа. Работал заместителем начальника Политического управления округа.
Окончил Военно-политическую академию имени Ленина.
С 1961 года — член Военного совета — начальник политического отдела 38-й армии.
Затем (до 1967) — член Военного совета — начальник Политического управления Южной группы советских войск.
В декабре 1967 — июле 1972 г. — член Военного совета — начальник Политического управления Прикарпатского военного округа.
В 1972—1974 г. — заместитель начальника Главного Политического управления Советской Армии и Военно-Морского Флота СССР. В 1974—1981 г. — 1-й заместитель начальника Главного Политического управления Советской Армии и Военно-Морского Флота СССР.
В 1981—1987 г. — начальник Военно-политической академии имени В. И. Ленина.
С 1987 года в отставке. Был заместителем председателя Советского комитета ветеранов Великой Отечественной войны.
Жена — Зинаида Николаевна (1919—2010), дочь — Галина (1947—2004).
Автор мемуаров «Великая победа. (1941—1945 гг.)» и «На страже великих завоеваний».
Жил в Москве. Скончался	19 августа 1991 года. Похоронен на Троекуровском кладбище.

## Звание
- майор (1944)
- генерал-майор (1962)
- генерал-лейтенант (1967)
- генерал-полковник (1973)

## Награды
- орден Ленина (1978 год)
- орден Октябрьской революции (1984 год)
- три ордена Отечественной войны I степени (31.10.1944, 19.05.1945, 11.03.1985)
- орден Отечественной войны II степени (25.08.1943)
- четыре ордена Красной Звезды
- орден «За службу Родине в Вооружённых Силах СССР» III степени
- медали
- почётный гражданин города Ахтырки (1990 год)